# Karl Schubert (Bildhauer)
Karl Schubert (* 18. Juli 1909 in Schreckenstein in Böhmen; † 8. September 2006 in Bad Wörishofen) war ein deutschböhmischer Bildhauer.

## Leben
Karl Schubert wurde 1909 in Schreckenstein bei Aussig geboren, damals Teil von Österreich-Ungarn, heute der Ortsteil Střekov von Ústí nad Labem. Er erlernte am Kloster Ossegg (Hoschitz) das Bildhauerhandwerk und studierte anschließend vier Jahre an der Kunstakademie in Prag. Seine künstlerischen Werke von vor 1945 sind im Krieg verloren gegangen.
Ab 1950 war er Dozent an der Hochschule für Bildende Künste Hamburg, von 1965 bis 1978 dort Professor für Konstruktives Zeichnen. Er wohnte in Ahrensburg bei Hamburg. 1979 zog er nach Bad Wörishofen, wo er im Alter von 97 Jahren starb.
Schuberts Werke entstanden überwiegend im öffentlichen Auftrag und für Kirchen, häufig Großplastiken mit starker Abstrahierung.

## Werke (Auswahl)

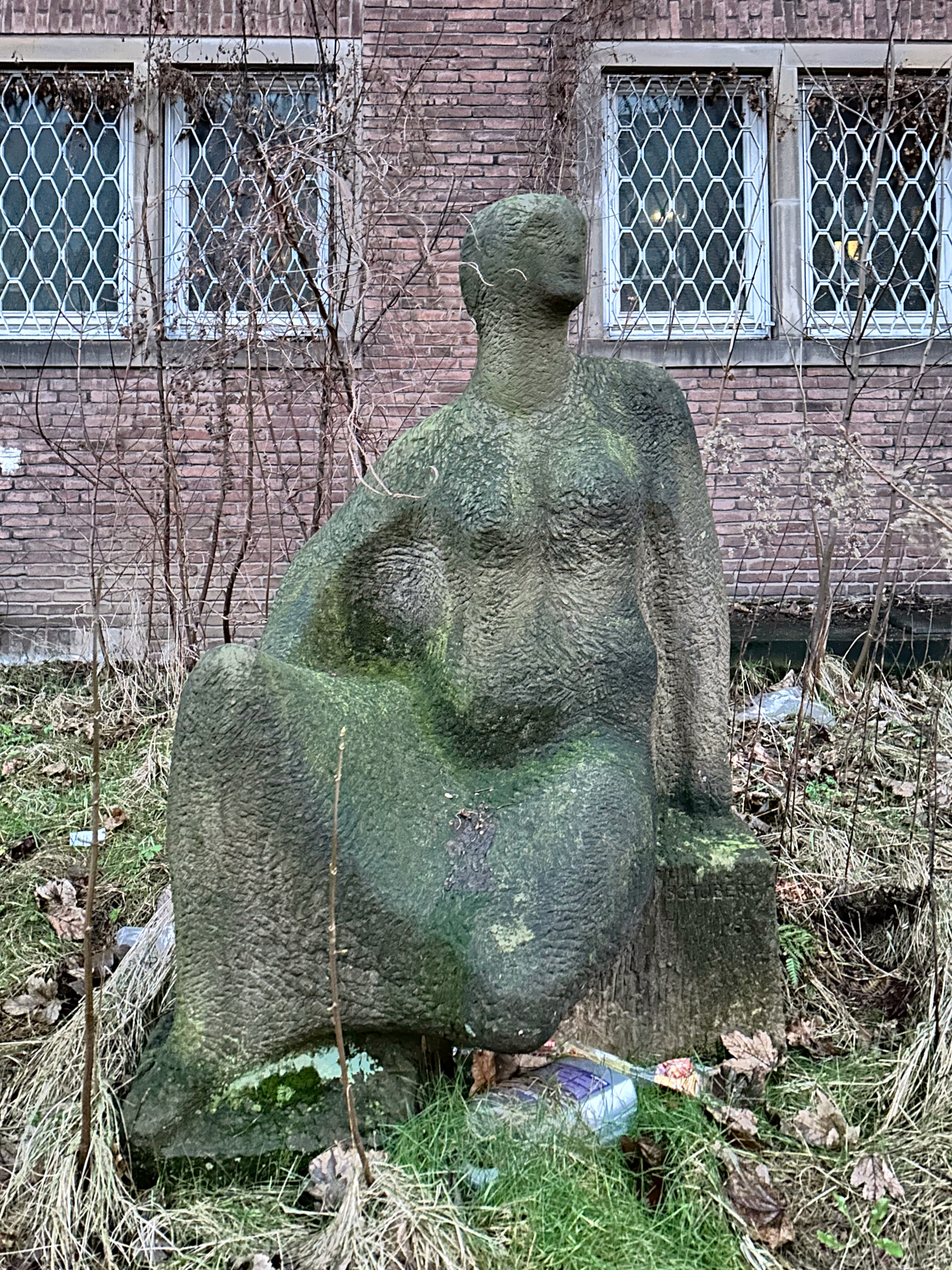
Skulptur “Sitzende” in Hamburg (1962)

- 1952: Taufstein mit Figurenkranz, Kanzel und dreiteilige Kreuzigungsgruppe, für die Kirche am Rockenhof in Hamburg-Volksdorf[1]
- 1954: Bronzetür mit acht Reliefgruppen und Kolossalkruzifix aus Kiefernholz, für St. Georg in Ratzeburg[1]
- 1958: Eingangstür mit Halbreliefs, für die Thomaskirche in Hamburg-Rahlstedt
- 1959: Skulptur Sterbender Krieger aus Muschelkalk, im Stadtpark Buxtehude[3] Sterbender Krieger (1959, Stadtpark Buxtehude)

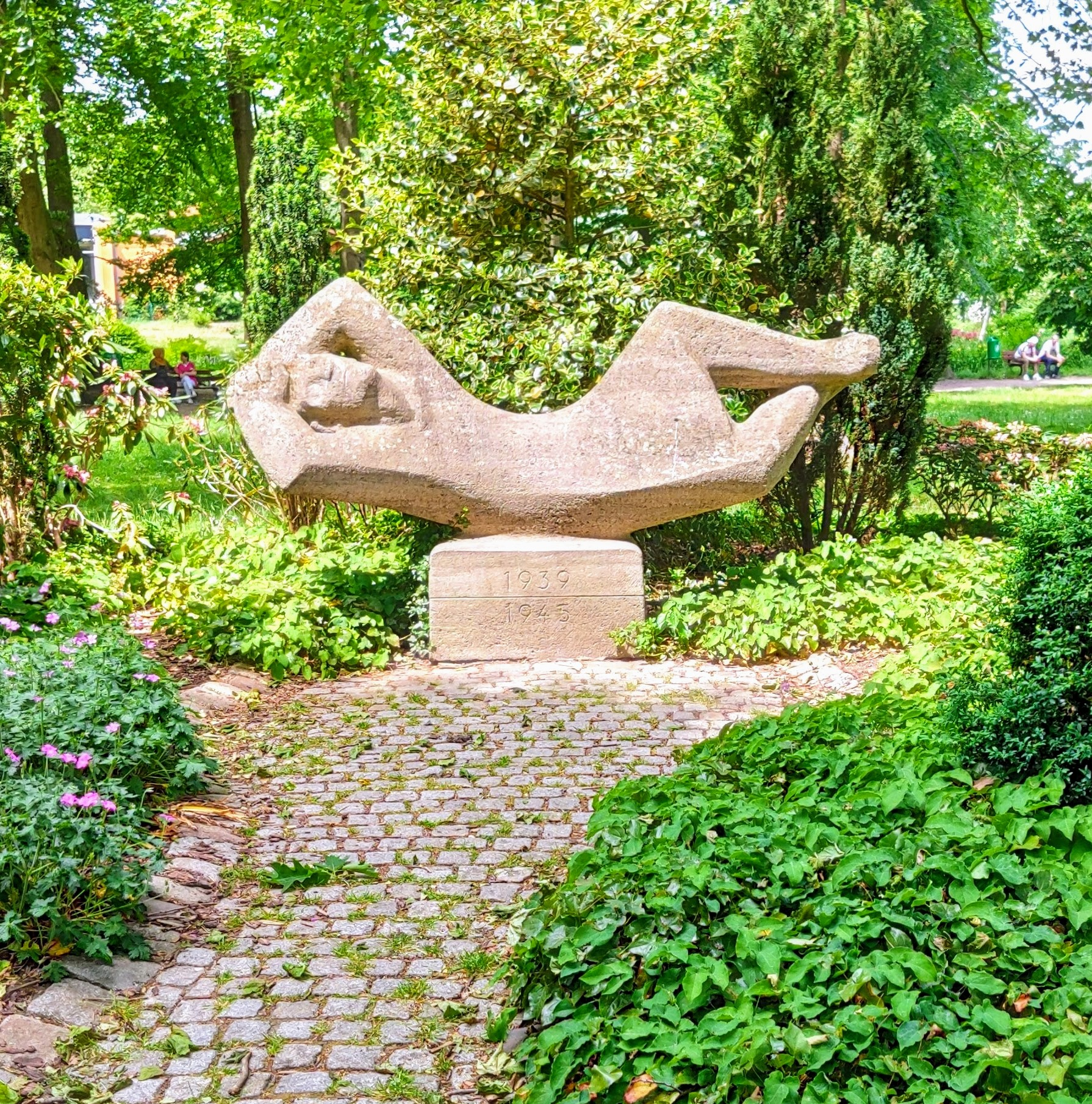
Sterbender Krieger (1959, Stadtpark Buxtehude)

- 1962: Steinskulptur Sitzende, Billstedter Hauptstraße 94, Hamburg-Billstedt[4]
- 1964: Mahnmal für die Opfer des II. Weltkriegs, aus Bronze, auf dem Kirchenplatz in Norderstedt
- Drei Flachreliefs von Jakobus, Paulus und Johannes, Christusfigur, Kanzelaufstieg und Taufstein, für die Christuskirche in Hamburg-Eimsbüttel[1]
- Kanzel aus Kalkstein und Taufstein mit Relief des Quellwunders, für eine Kirche in Hamburg-Ohlsdorf[1]